# باشوو
باشوو (به بلغاری: Bashevo) یک منطقهٔ مسکونی در بلغارستان است که در شهرستان آردینو واقع شده‌است.
 باشوو ۴٫۶۴۷ کیلومتر مربع مساحت و ۱۶۸ نفر جمعیت دارد.